# Teorie práva
Teorie práva je právní věda systematicky se zabývající veškerými právně relevantními skutečnostmi (hovoříme o tzv. právních jevech). Zkoumá tedy právo jakožto normativní systém a množinu právních norem. Dále se zabývá právními vztahy, pozicí práva ve společnosti, společenským působením práva, kulturou práva a vztahem práva a člověka (právní antropologie). Zvláštní otázkou je vztah státu a práva.

## Historie

### Antika a středověk
Počátky právní vědy lze klást do antického Řecka, kde byla součástí univerzální vědy, filozofie. Úvahy o právu (a státu) lze nalézt zejména u Platóna (Ústava, Zákony) a Aristotela (Etika Nikomachova). Římané sice prosluli jako výborní právníci (římské právo), ale zabývali se především jeho aplikací, právní praxí.
Ani ve středověku netvořilo právní myšlení samostatný vědní obor, bylo součástí teologie. Za zmínku stojí především Augustinus (O Boží obci) a svatý Tomáš Akvinský. Křesťanští teologové stavěli nad světské (pozitivní) právo tzv. božské právo (přirozené právo). Vznik samostatné právní vědy je spojován s oddělením výuky práva od právní praxe na renesančních italských univerzitách (zejména boloňské a padovské).

### Novověk
Velký rozmach právní teorie souvisí zejména s dílem holandského právníka Huga Grotia. Jeho díla Mare liberum (Svobodné moře) a De iure belli et pacis (O právu válečném a mírovém). Svým přelomovým výrokem „Přirozené právo by bylo, i kdyby nebylo Boha“ založil moderní přirozenoprávní filozofii. Na přelomu 18. a 19. století se v souvislosti s osvícenstvím tvoří koncept lidských práv.

### 19. století
V 19. století již existují v teorii práva dva vyhraněné právně-filozofické směry, iusnaturalismus a právní pozitivismus. Třetím alternativním přístupem je sociologický přístup k právu.
Moderní právní pozitivismus je spojen především se jménem Angličana Johna Austina. Na kontinentální Evropě lze za jeho zakladatele považovat Němce Karla Bergbohma. Právní pozitivismus se soustředí především na zkoumání platného práva.

### 20. století
Na začátku 20. století získává převahu právní pozitivismus, zejména jeho puristická odnož, ryzí nauka právní. Ta je reprezentována především Hansem Kelsenem a Františkem Weyrem. Po 2. světové válce nastává návrat přirozenoprávních hodnot, neboť světové společenství cítí potřebu po prožitých hrůzách garantovat lidská práva. Ve východním bloku převládá do konce 80. let marxistická teorie práva, ztotožňující právo a stát, založená především na myšlence, že právo je nástroj vládnoucí třídy.

## Významní představitelé právní teorie
- Augustinus
- Tomáš Akvinský
- Hugo Grotius
- Friedrich Carl von Savigny
- Immanuel Kant
- Georg Jellinek
- Hans Kelsen
- František Weyr
- H. L. A. Hart
- Lon L. Fuller
- Ronald Dworkin
- Viktor Knapp